# عقرب روی پله‌های راه‌آهن اندیمشک، یا، از این قطار خون می‌چکه قربان
عقرب روی پله‌های راه‌آهن اندیمشک، یا، از این قطار خون می‌چکه قربان‌ اولین رمان حسین مرتضاییان آبکنار است که در سال ۱۳۸۵ از سوی نشر نی منتشر شد. علی‌رغم موفقیت عقرب… در کسب جوایز مهم ادبی، چاپ سوم کتاب توقیف و مجوز انتشار آن لغو شد.

## دربارهٔ کتاب
ماجرای شکست ارتش ایران در نبرد دوم فاو در سال ۱۳۶۷ و بمباران شیمیایی مواضع و سنگرهای نظامیان ایران توسط نیروهای نظامی عراق از دید سرباز وظیفه‌ای به نام «مرتضی هدایتی» روایت می‌شود. این نبرد در نهایت به یکی از خون‌بارترین نبردهای جنگ هشت ساله بدل شد و مقدمات پذیرش قطعنامه ۵۹۸ را ایجاد کرد. حسین مرتضاییان آبکنار خود در جنگ به عنوان سرباز وظیفه حضور داشته و از نزدیک شاهد این رویدادها بوده است. او در مقدمه کتاب می‌نویسد که «تمام صحنه‌های این رمان واقعی‌ست.» این کتاب پارودی‌ای از جنگ و نابودی انسان‌هاست.

## جوایز
- برنده جایزه ادبی هوشنگ گلشیری در بخش بهترین رمان اول، ۱۳۸۶.[۲]
- برنده جایزه ادبی مهرگان برای بهترین رمانِ سال (مشترک با مجید قیصری)، ۱۳۸۶.[۳]
- ناشر کتاب، نشر نی، برنده جایزه ادبی واو برای متفاوت‌ترین رمان سال، ۱۳۸۶.[۴]
- نامزد دریافت جایزه منتقدان و نویسندگان مطبوعات، ۱۳۸۶.[۵]
- نامزد دریافت جایزه روزی روزگاری، ۱۳۸۶.[۶]

این کتاب ابتدا در فهرست نامزدهای جایزه کتاب سال دفاع مقدس حضور داشت ولی بعد نام این کتاب خط خورد.

## ترجمه
انتشارات لوور این کتاب را با ترجمه لوسی مارتین، با نام عقرب (Le Scorpion)، به زبان فرانسوی منتشر کرده است.